# Tauern-Enzian
Der Tauern-Enzian (Gentiana frigida) ist eine Pflanzenart aus der Gattung der Enziane (Gentiana) innerhalb der Familie der Enziangewächse (Gentianaceae). Sein Hauptverbreitungsgebiet liegt in den Karpaten und er kommt in den Ostalpen nur in der Obersteiermark in den Niederen Tauern vor.

## Beschreibung

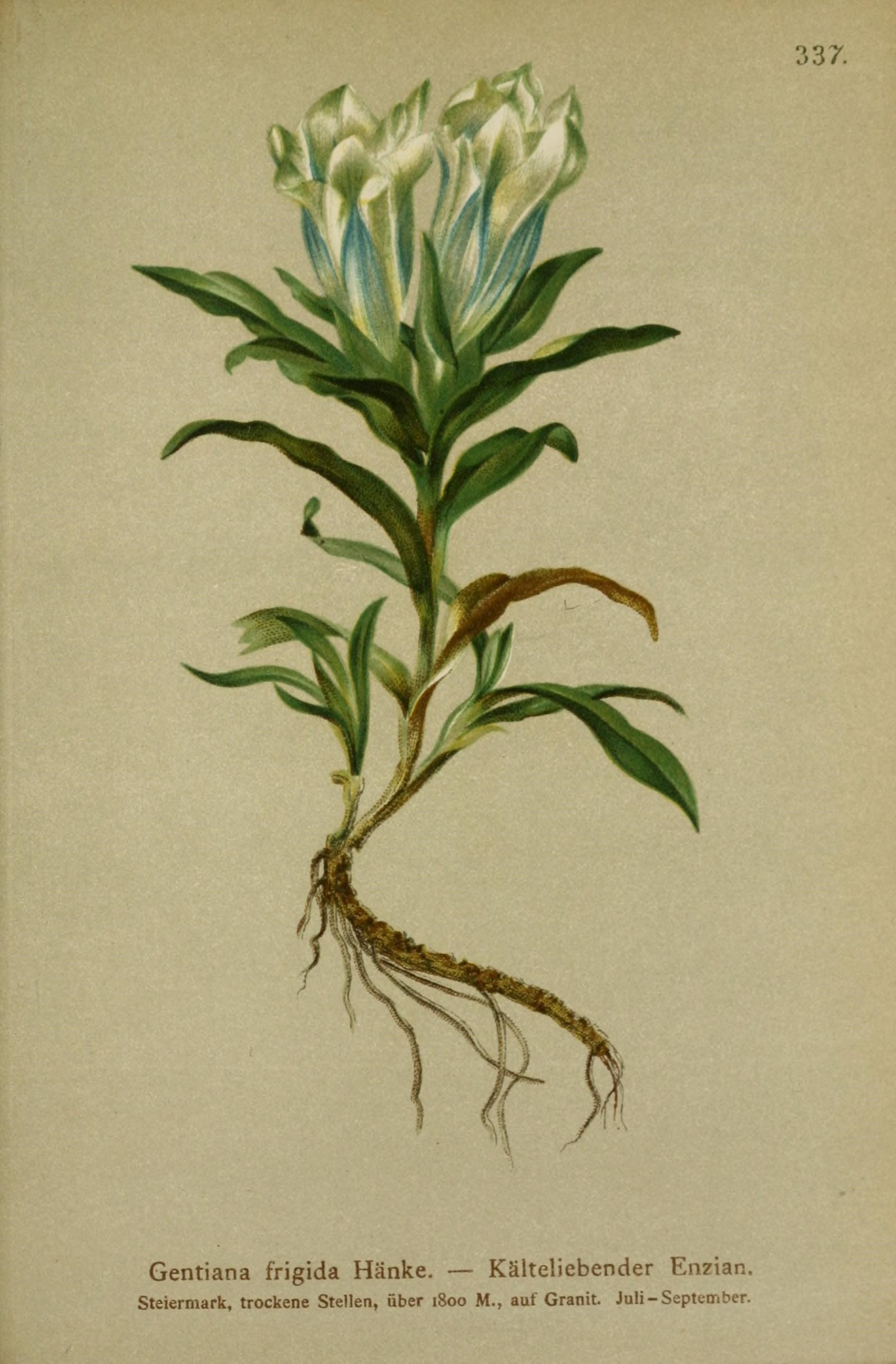
Illustration aus Atlas der Alpenflora

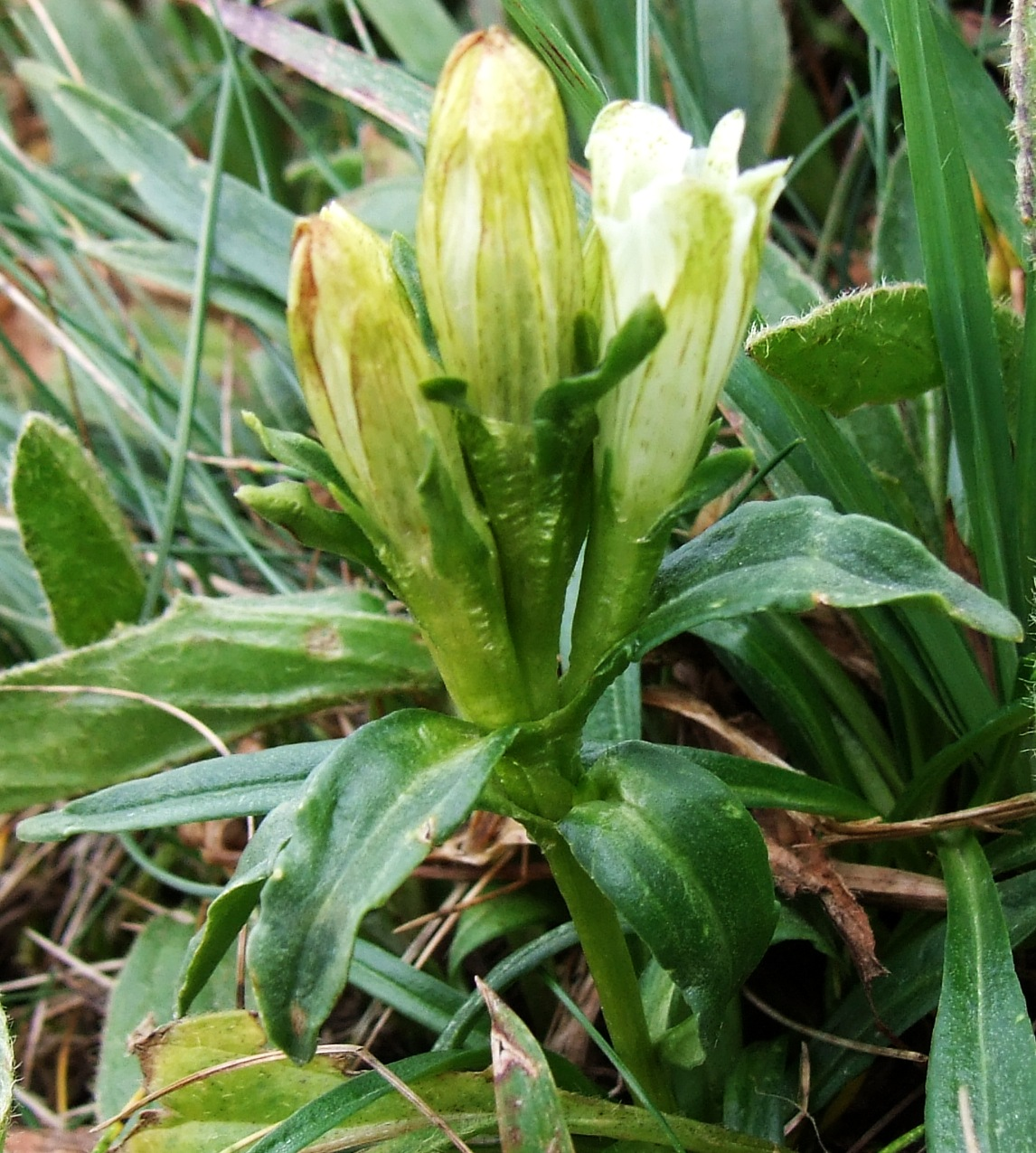
Tauern-Enzian (Gentiana frigida)

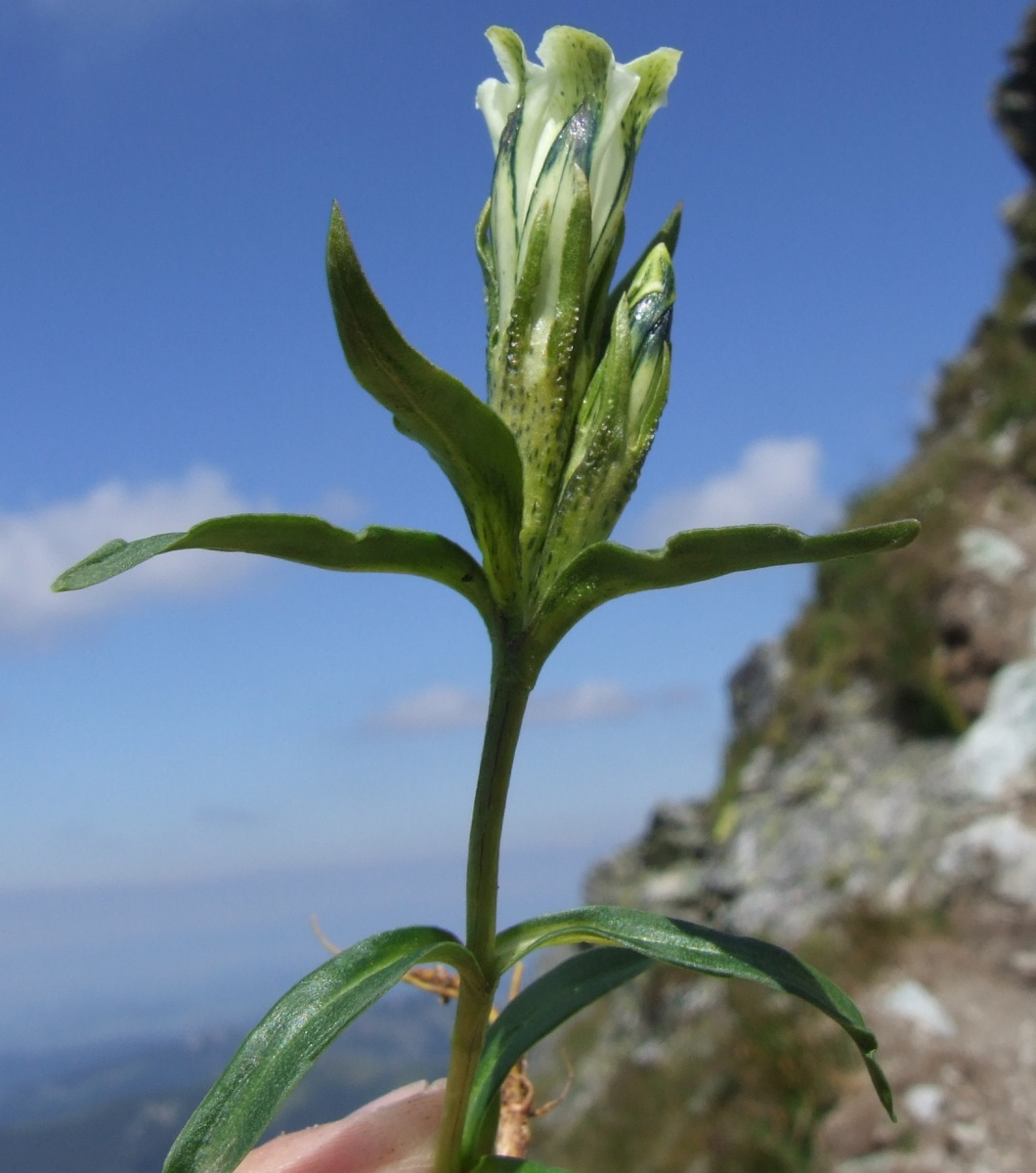
Gegenständige Laubblätter, Blütenknospe und offene Blüte

### Vegetative Merkmale
Der Tauern-Enzian ist eine ausdauernde krautige Pflanze und erreicht Wuchshöhen von 5 bis 10, selten bis zu 15 Zentimetern. Die Stängel sind einfach und aufrecht.
Die gegenständigen Laubblätter stehen an der Stängelbasis in einer Rosette gedrängt. Die unteren Laubblätter sind kurz gestielt, die oberen sind sitzend. Die einfache, etwas fleischige Blattspreite ist eilanzettlich bis linealisch-lanzettlich mit stumpfem oberen Ende und einem Blattnerv. Sie ist ganzrandig.

### Generative Merkmale
Die Blütezeit reicht von Juli bis September. Die Blüten stehen einzeln und endständig, oder einzeln bis zu dritt in den oberen Blattachseln. Sie sind sitzend.
Die zwittrigen Blüten sind radiärsymmetrisch mit doppelter Blütenhülle. Die fünf grünen Kelchblätter sind fast der Hälfte ihrer Länge verwachsen. Die fünf Kelchzähne sind stumpf. Die Krone ist gelblich-weiß mit hellblauen Rückenstreifen und blauen Punkten im Schlund. Die Krone ist trichterförmig bis glockig und 2 bis 3,5 Zentimeter lang. Die Anhängsel zwischen den Kronblattzipfeln sind spitz dreieckig. Die Staubblätter sind frei. Die Narbenlappen sind nicht gefranst. Die Kapselfrüchte enthalten viele Samen. Die Samen sind mit weißen häutigen Lamellen bedeckt.
Die Chromosomenzahl beträgt 2n = 24.

## Ökologie
Beim Tauern-Enzian handelt es sich um einen Hemikryptophyten. Die Blüten sind proterandrische Hummelblumen.

## Vorkommen und Gefährdung
Das Hauptverbreitungsgebiet des Tauern-Enzian liegt in den Karpaten. In den Ostalpen kommt er nur in der Obersteiermark in den Niederen Tauern vor, dort ist er selten und potentiell gefährdet. Er wächst in steinigen Rasen und Felsfluren auf kalkfreien Böden der alpinen Höhenstufe in Höhenlagen bis zu 2400 Metern. Er findet in den Alpen sein Optimum in Gesellschaften des Verbands Caricion curvulae.

## Taxonomie
Die Erstveröffentlichung von Gentiana frigida erfolgte 1789 durch Thaddäus Peregrinus Haenke in Nicolaus Joseph von Jacquin: Collecteana, 2, S. 13. Ein Synonym für Gentiana frigida Haenke ist Gentianodes frigida (Haenke) Á.Löve & D.Löve.

## Belege
- Manfred A. Fischer, Karl Oswald, Wolfgang Adler: Exkursionsflora für Österreich, Liechtenstein und Südtirol. 3., verbesserte Auflage. Land Oberösterreich, Biologiezentrum der Oberösterreichischen Landesmuseen, Linz 2008, ISBN 978-3-85474-187-9.
- Siegmund Seybold (Hrsg.): Schmeil-Fitschen interaktiv. CD-ROM, Version 1.1. Quelle & Meyer, Wiebelsheim 2002, ISBN 3-494-01327-6.
- Thomas Gaskell Tutin: Gentiana. In: T. G. Tutin, V. H. Heywood, N. A. Burges, D. M. Moore, D. H. Valentine, S. M. Walters, D. A. Webb (Hrsg.): Flora Europaea. Volume 3: Diapensiaceae to Myoporaceae. Cambridge University Press, Cambridge 1972, ISBN 0-521-08489-X, S. 61 (englisch, eingeschränkte Vorschau in der Google-Buchsuche).